# Листи чоловіків Папи Целестина VI
Листи чоловіків Папи Целестина VI (або Листи до чоловіків Папи Целестина VI) (італ. Lettere agli uomini del Papa Celestino VI / Lettere agli uomini del Papa Celestino sesto) — роман Джованні Папіні, написаний 1946 року.
Роман, написаний в епістолярній формі, описує послання уявного понтифіка до всіх людей, в якому говориться, що духовне та соціальне відродження людства може вийти лише з християнства.
Як й інші роботи Папіні, був перекладений різними мовами.